# Giovanni Peterlongo
Giovanni Peterlongo (1856-1941) fue un político, abogado y traductor italiano.

## Biografía
Giovanni Peterlongo nació en Trento en 1856 en Milán, Italia. Fue un político, abogado y traductor, entre sus obras destaca “La Día Komedio” que es una traducción al esperanto de la Divina Comedia de Dante Alighieri.
Sus estudios los realizó en la Universidad de Viena ahí se licenció en derecho y trabajó como funcionario de Innsbruck capital del Tirolo Settentrionale. Fue comisionado civil de Bolzano y vicepresidente de la Consulta Trentina.
En 1922 fue elegido alcalde y hacia 1926 abandonó la actividad política. Finalmente Giovanni Peterlongo murió en 1941.
- Datos: Q3767924
- Multimedia: Giovanni Peterlongo / Q3767924